# Valle de lágrimas (álbum)
Valle de lágrimas es el título del primer disco oficial de larga duración del cantautor español Javier Krahe. Fue editado por la compañía discográfica CBS, en el año 1980. Es un disco en el que Javier Krahe sigue las tendencias del cantautor francés Georges Brassens, traduciendo algunas de sus canciones. Canciones de este disco como Villatripas o ¿Dónde se habrá metido esta mujer? se convertirán en clásicos de la carrera del cantautor madrileño.
En el disco colaboró el también cantautor Alberto Pérez, con quien grabaría el disco La mandrágora en el que también participó Joaquín Sabina.

## Lista de canciones
1. Villatripas (Javier Krahe / Alberto Pérez) - 4:37
2. Don Andrés Octogenario (Javier Krahe / Jorge Krahe) - 4:00
3. El lirón (Javier Krahe) - 3:10
4. La hoguera (Javier Krahe) - 3:55
5. ¿Dónde se habrá metido esta mujer? (Javier Krahe) - 1:55
6. El tío Marcial (Javier Krahe / Alberto Pérez) - 4:46
7. Raúl (Javier Krahe / Jorge Krahe) - 3:35
8. San Cucufato (Javier Krahe) - 3:54
9. La oveja negra (Javier Krahe / Alberto Pérez) - 2:52
10. Marieta (Georges Brassens, tr. de Javier Krahe) - 2:21

- Datos: Q6159189